# Netlify
Netlify er en dansk-amerikansk internetfirma  med hjemsted i San Francisco, Californien.